# ICE T
Az ICE T a német és az osztrák államvasút által üzemeltetett nagysebességű villamos motorvonat. Az ICE T képes bedőlni az ívekben, ezáltal nagyobb sebességre képes a hagyományos, kanyargósabb vonalakon is.

## A motorvonatok nevei

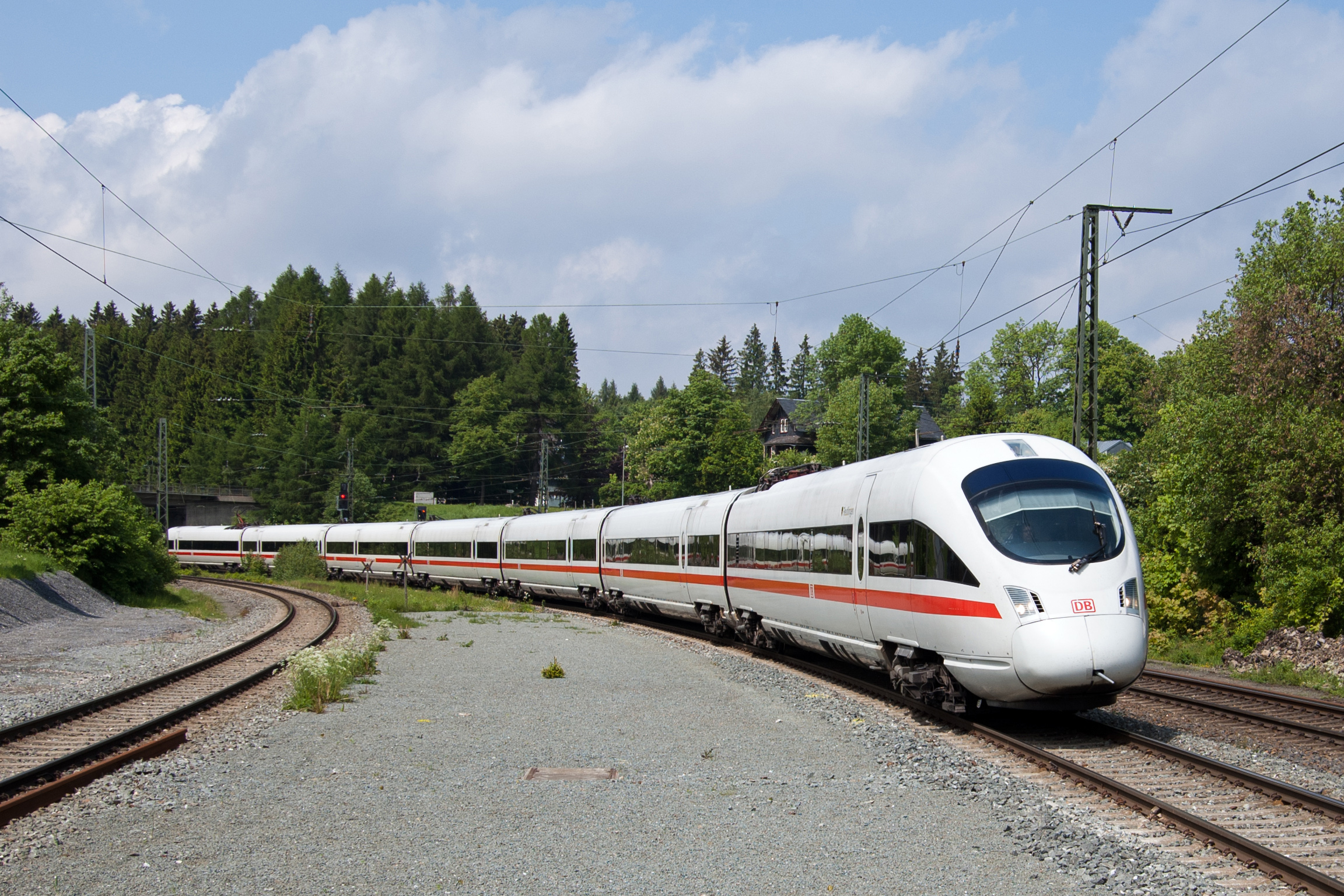
ICE T

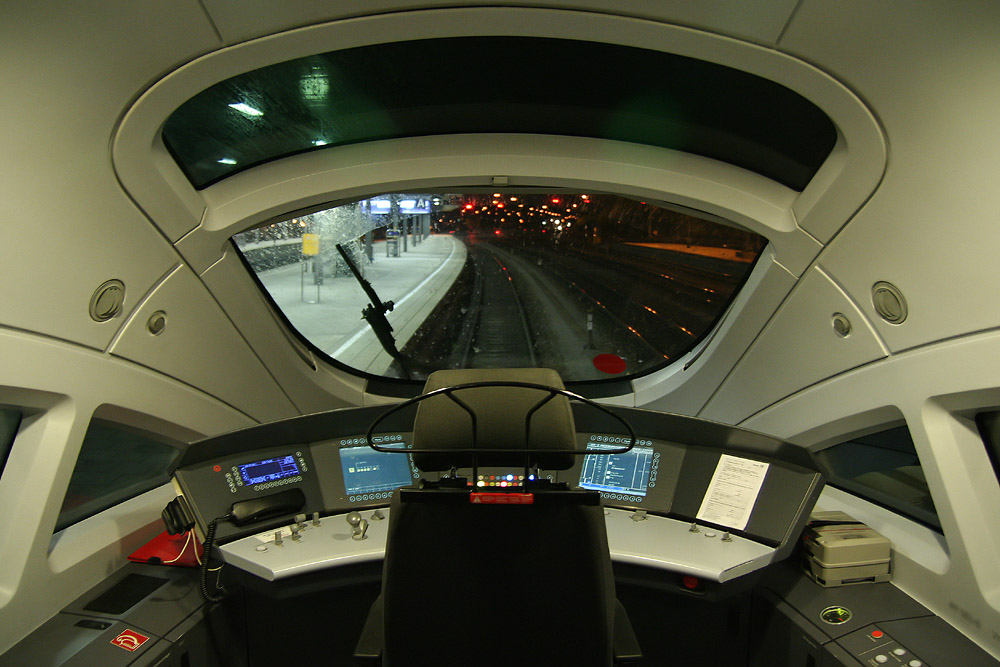
Az ICE T vezetőállása

### ICE T
- Tz1101 – Neustadt an der Weinstraße
- Tz1102 – Neubrandenburg
- Tz1103 – Paderborn
- Tz1104 – Erfurt
- Tz1105 – Dresden
- Tz1107 – Pirna
- Tz1108 – Berlin
- Tz1109 – Güstrow
- Tz1110 – Naumburg (Saale)
- Tz1111 – Hansestadt Wismar
- Tz1112 – Freie und Hansestadt Hamburg
- Tz1113 – Hansestadt Stralsund
- Tz1117 – Erlangen
- Tz1118 – Plauen/Vogtland
- Tz1119 – Meißen
- Tz1125 – Arnstadt
- Tz1126 – Leipzig
- Tz1127 – Weimar
- Tz1128 – Reutlingen
- Tz1129 – Kiel
- Tz1130 – Jena
- Tz1131 – Trier
- Tz1132 – Wittenberge

### ICE T 411.5
- Tz1156 – Waren (Müritz)
- Tz1159 – Passau
- Tz1160 – Markt Holzkirchen
- Tz1165 – Bad Oeynhausen
- Tz1171 – Oschatz
- Tz1172 – Bamberg
- Tz1173 – Halle (Saale)
- Tz1176 – Coburg
- Tz1177 – Rathenow
- Tz1180 – Darmstadt
- Tz1181 – Horb am Neckar
- Tz1182 – Mainz
- Tz1183 – Oberursel (Taunus)
- Tz1184 – Kaiserslautern
- Tz1191 – Salzburg

### ICE T 415 (ICE T5)
- Tz1501 – Eisenach
- Tz1502 – Karlsruhe
- Tz1503 – Altenbeken
- Tz1504 – Heidelberg
- Tz1505 – Marburg
- Tz1506 – Kassel
- Tz1520 – Gotha
- Tz1521 – Homburg (Saar)
- Tz1522 – Torgau
- Tz1523 – Hansestadt Greifswald
- Tz1524 – Rostock